# 伊朗總理
伊朗首相或伊朗總理是伊朗自卡扎爾王朝伊始存在的政府職務，直至1989年廢除此職位。

## 卡扎爾王朝的首相
在卡扎爾王朝時代，首相一職有多個稱號。職位名稱主要被稱為「阿達阿巴克」（ataabak），初期有時稱「薩德爾」（sadr-e a'zam），後來改稱「部長頭領」（ra'is ol-vozaraa）。首相（nakhost vazir）這個頭銜則甚少採用，為表敬意，通常以「阿什拉夫殿下」（hazrat-e ashraf）指稱。1923年，禮薩汗成為卡扎爾王朝的末任首相。
卡扎爾王朝及以前的首相请参见伊朗首相 (1699-1907).

## 巴列維王朝的首相
1925年，禮薩汗成為了伊朗沙阿（國王），任免穆罕默德-阿里·福魯吉為首相。到1941年，禮薩汗的兒子穆罕默德·禮薩·巴列維繼位沙阿，同樣以穆罕默德-阿里·福魯吉為首相。穆罕默德·摩薩台在1951年成為首相，但在1953年被政變推翻。阿米爾-阿巴斯·胡韋達由1965年至1977年繼任首相一職。沙普尔·巴赫蒂亚尔則是巴列維王朝的末任首相。

## 伊朗伊斯蘭共和國的總理
在1979年發生了伊朗伊斯蘭革命後，阿亞圖拉·霍梅尼任命迈赫迪·巴扎尔甘為臨時政府總理，任期直到1979年11月。臨時政府在伊朗人質危機發生期間辭任，但伊朗人質危機並不是導致臨時政府辭任的唯一原因，臨時政府在伊朗學生入侵美國駐伊朗大使館的兩天後已請辭。
此後首相一職一直懸空，直至阿伯爾哈桑·巴尼薩德爾在1980年1月成為總統，並任命穆罕默德·阿里·拉贾伊為總理，這次的任命主要是受到伊朗伊斯蘭會議議員的壓力影響，特別是親伊斯蘭共和黨的議員。阿伯爾哈桑·巴尼薩德爾在1981年6月遭到彈劾，穆罕默德-阿里·拉賈伊在1981年7月24日的選舉裡當選總統，以穆罕默德贾瓦德·巴霍纳尔為首相，但他們在不久後的1981年8月30日在首相辦公室遭到剌殺。
阿里·哈梅內伊在1981年10月的選舉裡當選總統，他提名右派的阿里·阿克巴爾·韋拉亞提（Ali Akbar Velayati）為總理，但得不到主要由左派組成的議會通過，他們更傾向支持由米爾-侯賽因·穆薩維擔任總理，最後在最高領袖阿亞圖拉霍梅尼的介入下，建議總統任命穆薩維為總理。
1989年，憲法通過修憲公投，總理一職被廢除，總理的職務由總統和新設立的伊朗第一副總統分擔。

## 在世的前任首相或總理
| 姓名               | 圖像 | 任期          | 出生日期     |
| ------------------ | ---- | ------------- | ------------ |
| 米爾-侯賽因·穆薩維 |      | 1981年—1989年 | 1942年3月2日 |